# مات ريدل
مات ريدل (مواليد 14 يناير 1986) هو مصارع محترف أمريكي ولاعب فنون قتال مختلطة سابق،يعمل سابقا في دبليو دبليو إي حيث كان يصارع في عرض راو.

## وصلات خارجية
- مات ريدل على موقع شيردوغ (الإنجليزية)
- مات ريدل على موقع Tapology.com (الإنجليزية)
- مات ريدل على موقع دبليو دبليو إي (الإنجليزية)
- مات ريدل على موقع WrestlingData.com (الإنجليزية)
- مات ريدل على موقع CageMatch worker (الإنجليزية)
- مات ريدل على موقع قاعدة بيانات المصارعة على الإنترنت (الإنجليزية)
- مات ريدل على موقع عالم المصارعة على الإنترنت (الإنجليزية)
- مات ريدل على موقع عالم المصارعة على الإنترنت (الإنجليزية)